# Lijst van Brusselse ministers van Buitenlandse Handel
Dit is een lijst van ministers van Buitenlandse Handel in de Brusselse Hoofdstedelijke Regering.

## Lijst
| Nr.                               | Minister | Minister                | Partij | Partij                                 | Begin        | Einde        | Regering(en)          |
| --------------------------------- | -------- | ----------------------- | ------ | -------------------------------------- | ------------ | ------------ | --------------------- |
| 1                                 |          | Rufin Grijp (1938-2006) |        | SP                                     | 23 juni 1995 | 14 juli 1999 | Picqué II             |
| vacant (14 juli 1999-6 juni 2003) |          |                         |        |                                        |              |              |                       |
| 2                                 |          | Didier Gosuin (1952)    |        | FDF/MR                                 | 6 juni 2003  | 19 juli 2004 | Ducarme, Simonet II   |
| 3                                 |          | Charles Picqué (1948)   |        | PS                                     | 19 juli 2004 | 16 juli 2009 | Picqué III            |
| 4                                 |          | Benoît Cerexhe (1961)   |        | cdH                                    | 16 juli 2009 | 8 maart 2013 | Picqué IV             |
| 5                                 |          | Céline Fremault (1973)  |        | cdH                                    | 8 maart 2013 | 20 juli 2014 | Picqué IV, Vervoort I |
| S                                 |          | Cécile Jodogne (1964)   |        | FDF                                    | 20 juli 2014 | 18 juli 2019 | Vervoort II           |
| S                                 |          | Pascal Smet (1967)      |        | one.brussels-sp.a/one.brussels-Vooruit | 18 juli 2019 | 18 juni 2023 | Vervoort III          |
| S                                 |          | Ans Persoons (1979)     |        | one.brussels-Vooruit                   | 23 juni 2023 | heden        | Vervoort III          |